# 800-е годы до н. э.
800-е (восьмисо́тые) го́ды до на́шей э́ры по пролептическому юлианскому календарю — промежуток времени с 1 января 809 года до н. э. по 31 декабря 800 года до н. э., включающий с 809 по 801 годы 10-го десятилетия IX века и 800 год 1-го десятилетия VIII века 1-го тысячелетия до н. э. Им предшествовали 810-е годы до н. э., за ними следовали 790-е годы до н. э. Они закончились 2825 лет назад.

## Важнейшие события

### 810
- Ок.810 — Умер царь Урарту Ишпуини, ему наследовал сын Менуа.
- Ок.810 (или ок.813) — Умер царь VIII Вавилонской династии Мардук-балассу-икби, на престол взошёл Баба-ах-иддин.
- 810 — Умер князь Цай И-хоу, ему наследовал сын Со-ши (Си-хоу, эра правления 809—762)[1].

### 809
- 809 — Поход ассирийцев против Мидии (см. Адад-нирари III).
- 809 (28 год Шешонка III) — совершено погребение Аписа.

### 808
- 808 — Цзиньский князь Му-хоу вступил в брак княжной рода Цзян из Ци[2].

### 807
- 807 (30 год Шешонка III) — празднование Шешонком III хеб-седа.
- 807 — Поход ассирийцев против Маны, столкновение с войсками Менуа. Ассирийцы подавили восстание города Гузаны.
- 807 — Внук У-гуна и сын Ко Бо-юй вместе с лусцами напал на князя Лу И-гуна и убил его[3] (впоследствии годы его правления причислялись к эре Сяо-гуна: 806—769).

### 806
- 806 — Поход ассирийцев против Маны и Урарту.
- 806 — Ю, младший брат Сюань-вана, получает удел в Чжэн, близ Цзунчжоу (Хуань-гун, эра правления 806—771)[4].

### 805
- 805 — Конец регентства Шаммурамат, но её и позднее упоминают в надписях. Начало самостоятельного правления Адад-нирари III.
- 805 — Адад-нирари III начал войну с Дамаском и его союзниками. Поход на Арпад. Он совершает поход в Сирию, собирает дань, но закрепиться в этом регионе ему не удалось.[5]
- 805 — Цзиньский князь совершил поход на владение Тяо. У князя родился наследник Чоу[2].

### 804
- 804 (или 801) — Умер фараон XXIII династии Петубаст I, его преемником был Шешонк VI.
- 804 — Поход Адад-нирари III на Хазазу.
- 804 — Умер князь Ци Вэнь-гун, ему наследовал сын То (Чэн-гун, эра правления 803—795)[6].

### 803
- 803 — Поход Адад-нирари III против Ба’ала.

### 802
- 802 — Взятие Адад-нирари III Дамаска. Победа над Вавилонией и пленение Баба-ах-иддина, с которым заключён договор. Воздвигнута Нимрудская надпись Адад-нирари III.
- Ок.802 — Умер царь VIII Вавилонской династии Баба-ах-иддин, после него имена и даты правления вавилонских монархов на протяжении первой половины VIII века до н. э. известны плохо.
- 802 — Цзиньский князь напал на Цяньму и одержал победу. У него родился младший сын Чэн-ши. Имена братьев обсуждались учёными мужами (цзиньским Ши-фу)[2].

### 801
- 801 — Война Адад-нирари III против Менуа в Хубушкии.
- 801 — Умер князь Сун Хуэй-гун, ему наследовал сын Ай-гун (эра правления 800)[7].

Приблизительные датировки:
- ок.805-ок.795 — Ливийский правитель Инамуннифнебу.
- Конец IX века — Борьба коалиции царств Северной Сирии и Дамаска против царства Хамат. Победа Закира, царя Хамата, над Бенхададом, царём Дамаска.
- Конец IX века — Жуны оттеснили хуннов на север.